# Gert Hekma
Gerhardus (Gert) Hekma (Bedum, 24 september 1951 – Amsterdam, 19 april 2022) was docent homo- en genderstudies en lid van het Sociologisch Instituut van de Faculteit der Maatschappij- en Gedragswetenschappen van de Universiteit van Amsterdam.

## Biografie
Na de middelbare school studeerde Hekma antropologie. Hij verdiepte zich in de geschiedenis van de (homo)seksualiteit en deed onderzoek naar allerlei aspecten daarvan zoals de acceptatie en de seksuele revolutie in de jaren 1960 en 1970. Daarnaast schreef hij over schrijvers als Louis Couperus, Jacob Israel de Haan, Gerard Reve en de Markies de Sade.
Hekma was van 1984 tot en met 2017 docent homo- en genderstudies en lid van het Sociologisch Instituut van de Faculteit der Maatschappij- en Gedragswetenschappen van de Universiteit van Amsterdam.
In 1987 promoveerde Hekma op een proefschrift over Homoseksualiteit, een medische reputatie. De uitdoktering van de homoseksueel in negentiende-eeuws Nederland.
In 1992 was hij een van de drijvende krachten achter de tentoonstelling De roze rand van donker Amsterdam in het voorlichtingscentrum van het Amsterdamse stadhuis. Bij deze tentoonstelling over de homoseksuele kroegcultuur vanaf 1930 schreef hij een boek, De roze rand van donker Amsterdam. De opkomst van een homoseksuele kroegcultuur, 1930-1970 (1992).
In 2004 deed Hekma discutabele uitspraken in het blad van de pedofielenvereniging Martijn. Zo pleitte hij voor meer dwang bij de seksuele opvoeding van kinderen, zoals ook bij andere aspecten van opvoeding: "Het kind wordt eindeloos gedwongen, maar bij seks mag het opeens niet meer". In 2016 stelde de socioloog in een interview op Radio 1 dat volwassenen "best een beetje seksueel mogen zijn" met kinderen. Hij stelde dat trauma's van seksueel misbruik veroorzaakt worden door het taboe op seks met kinderen.
Op 19 april 2022 overleed Hekma in Amsterdam.

## Publicaties
Tot de door Hekma gepubliceerde boeken behoren:
- Hekma, Gert (1987). Homoseksualiteit, een medische reputatie: de uitdoktering van de homoseksueel in negentiende-eeuws Nederland. SUA, Amsterdam. ISBN 9789062221516. Proefschrift Sociale Wetenschappen Utrecht.
- met Herman Roodenburg: Soete minne en helsche boosheit : seksuele voorstellingen in Nederland, 1300-1850, Nijmegen, SUN, 1988
- Gert Hekma, Dorelies Kraakman, Maurice van Lieshout en Jo Radersma (red.) (1989). Goed verkeerd : een geschiedenis van homoseksuele mannen en lesbische vrouwen in Nederland. Meulenhoff, Amsterdam. ISBN 9789029099189.[7]
- met Kent Gerard: The Pursuit of sodomy: male homosexuality in Renaissance and enlightenment Europe, New York, Harrington Park Press, 1989
- Gert Hekma, Dorelies Kraakman en Willem Melching (1990). Grensgeschillen in de seks. Bijdragen tot een culturele geschiedenis van de seksualiteit. Rodopi, Amsterdam/Atlanta. ISBN 9789051832143.[8]
- Hekma, Gert (1992). De roze rand van donker Amsterdam. De opkomst van een homoseksuele kroegcultuur, 1930-1970. Van Gennep, Amsterdam. ISBN 9789060129388.
- Honderd jaar homoseksuelen. Documenten over de uitdoktering van homoseksualiteit, Amsterdam, Het Spinhuis, 1992
- met Harry Oosterhuis en James D Steakley: Gay Men and the Sexual History of the Political Left, New York, Harrington Park Press, 1995
- met Franz Eder, Lesley A Hall en anderen: Sexual Cultures in Europe,  Manchester University Press e.a., 1999
- Homoseksualiteit in Nederland van 1730 tot de moderne tijd, Amsterdam, Meulenhoff, 2004
- ABC van perversies, Amsterdam, Meulenhoff, 2009
- (red.): A cultural history of sexuality in the modern age, Oxford, Berg, 2011. Serie: Cultural history of sexuality, vol. 6.
- met Theo van der Meer: Bewaar mij voor de waanzin van het recht. Homoseksualiteit en strafrecht in Nederland, Uitgeverij AMB, 2012
- met Alain Giami (red.): Sexual revolutions, Houndmills, UK, Macmillan en New York, NY, Palgrave Macmillan, 2014. Serie: Genders and sexualities in history.

Hekma schreef ook regelmatig in kranten en tijdschriften. Bijvoorbeeld:
- Hekma, Gert, "Optimisme over het Nederlands Aids-beleid is geheel misplaatst", de Volkskrant, 13 april 1991. Dit artikel leidde tot reacties van Hans Moerkerk, de secretaris van de Nationale Commissie Aids Bestrijding (18 april) en van Jan Willem Duyvendak en Ruud Koopmans (23 april)
- Hekma, Gert, "Europa '92 heeft homo's nog maar weinig te bieden", NRC, 8 januari 1992.
- Hekma, Gert, "Honderd jaar homoseksueel. Jubileum van een beladen begrip", NRC, 7 augustus 1992.
- Hekma, Gert, "De porno paniek", Trouw, 28 september 1996. — de tekst van een lezing over de "multiseksuele samenleving", gehouden op een congres in Ede.
- Hekma, Gert, "Drogredenen voor besnijden jongens", Het Parool, 27 oktober 1998.